# St. Johannes Kapistran (St. Pölten)
Die römisch-katholische Pfarrkirche St. Johannes Kapistran steht in der Josefstraße Nr. 90 in der Statutarstadt St. Pölten in Niederösterreich. Die dem Patrozinium des Heiligen Johannes Kapistran unterstellte Pfarrkirche gehört zum Dekanat St. Pölten in der Diözese St. Pölten.

## Beschreibung
Der Kirchenneubau wurde 1970/1971 nach den Plänen des Architekten R. Zöch von der Baufirma Julius Eberhardt erbaut. Nordseitig wurde 1993 ein eingeschoßiges Pfarrzentrum angebaut. Auf dem Vorplatz befindet sich ein freistehender Glockenträger mit einer Statue hl. Johannes Kapistran vom Bildhauer Friedrich Schneider 1987.
Der außen schlicht konzipierte flache Fertigteilbetonbau hat innen einen annähernd quadratischen Gemeinderaum und eine Wochentagskapelle.
Die Wandmalereien zeigen die Apokalypse mit der Mariazeller Madonna und die Wiederkunft Christi mit Buchstaben- und Zahlenstrukturen von Robert Herfert.